# O Pântano do Escorpião
Scorpion Swamp (O Pântano do Escorpião (título em Portugal) ) foi o oitavo livro-jogo da coleção Fighting Fantasy (que no Brasil e em Portugal recebeu o nome de Aventuras Fantásticas),   criada por Ian Livingstone e Steve Jackson, o livro foi escrito por outro Steve Jackson, o norte-americano, criador do sistema de RPG GURPS e fundador da Steve Jackson Games  e ilustrado por  Duncan Smith,  o livro foi publicado originalmente em 1984 pela Puffin Books. foi o primeiro livro da coleção escrito por um autor diferente dos co-criadores da série, embora o livro não tragar a informação que se tratava de outro Steve Jackson.